# Роут, Кайл (младший)
Кайл Роут-младший (англ. Kyle Rote, Jr.; родился 25 декабря 1950 года в Далласе, штат Техас) — американский футболист, форвард, который играл семь сезонов в Североамериканской футбольной лиге (NASL). Провёл пять матчей за национальную сборную Соединённых Штатов в период между 1973 и 1975 годами. В составе «Даллас Торнадо» он стал победителем NASL в 1973 году. После окончания игровой карьеры тренировал «Мемфис Американс» из MISL. Внесён в Национальный Футбольный Зал славы.

## Молодёжная карьера
Роут-младший, сын известного регбиста Кайла Роута старшего, который играл в Национальной футбольной лиге за «Нью-Йорк Джайентс», окончил высшую школу в Далласе, штат Техас в 1968 году. Проходя обучение в школе, он выступал за «Форт-Уэрт Бандитс» в Далласской молодёжной футбольной лиге. Затем он учился в университете штата Оклахома, изначально намереваясь сосредоточиться на американском футболе. Роут-младший играл в классический футбол, чтобы оставаться в форме в межсезонье, но после перелома ноги закончил свою карьеру в американском футболе и начал играть в соккер на постоянной основе. Роут перешёл в университет Юга, штат Теннесси, один из немногих университетов на юге США с программой университетского футбола. Американец также участвовал в беговых видах лёгкой атлетики.

## Клубная карьера
Талант Роута был открыт легендарным спортивным бизнесменом Ламаром Хантом, который искал талантливых игроков, чтобы помочь рынку новосозданной Североамериканской футбольной лиги. «Даллас Торнадо» подписал Кайла в 1972 году. Он провел сезон 1972 на скамейке, прежде чем стать игроком основы в 1973 году. В том сезоне он лидировал в лиге по результативности, став первым американцем, который был назван «Новичком года». В октябре 1978 года «Хьюстон Харрикейн» приобрёл Роута у Торнадо за 250 000 $. Он сыграл сезон 1979 года за «Хьюстон», а затем объявил о завершении карьеры в феврале 1980 года.
За время игры в NASL Роут снялся на телевидении в передаче «Суперстарз» три раза за четыре года в 1970-х.

## Тренерская карьера
В августе 1983 года Роут занял пост главного тренера «Мемфис Американс» в MISL. В то время он был генеральным менеджером команды. Когда команда переехала в Лас-Вегас, штат Невада, в межсезонье 1984 года Роут решил остаться с «Мемфис». В июле 1984 года «Даллас Сайдкикс» предложили ему пост главного тренера, но он отказался.

## После футбольной карьеры
После своего ухода со спорта Роут стал спортивным агентом. В настоящее время он живёт в Мемфисе, штат Теннесси, и является основателем и главным исполнительным директором Спортивного управления ресурсами. Эта организация представляет профессиональных спортсменов и тренеров по футболу и баскетболу. Роут также работает в качестве спикера.
Кайл Роут-младший вёл местное развлекательное шоу под названием «Новледж Боул» под патронатом Канала 3 на протяжении многих лет, прежде чем его сменил метеоролог Джим Джаггерс из WREG.
В 2009 году Роут был введён в Зал Спортивной Славы Техаса. 10 апреля 2009 года было объявлено, что Роута внесли в Национальный Футбольный Зал славы.
Роут женат на Мэри Линн Ликинс, имеет четверых детей: Уилл, Джон, Джози и Бен.